# دراموندز (تنسی)
دراموندز (به انگلیسی: Drummonds) یک منطقهٔ مسکونی در ایالات متحده آمریکا است که در شهرستان تیپتون، تنسی واقع شده‌است. دراموندز ۱۳۴٫۱۱ متر بالاتر از سطح دریا واقع شده‌است.